# Onciale 086
- Papyrus
- Onciale
- Minuscules
- Lectionnaire

Le Codex 086, portant le numéro de référence 086 (Gregory-Aland), ε 35 (Soden), est un manuscrit du parchemin du Nouveau Testament en écriture grecque onciale. 

## Description
Le codex se compose de 13 folios. Il est écrit sur deux colonnes, avec 20 lignes par colonne. Les dimensions du manuscrit sont de 27 x 23. Les paléographes datent ce manuscrit du VIe siècle. C'est un palimpseste, le texte supérieur est Copte. Il contient des tables et des formules,.
Le manuscrit a été examiné par Frederic George Kenyon et David C. Parker (2007).
Contenu
C'est un manuscrit contenant le texte de l'Évangile selon Jean 1,23-26; 3,5-4:23-35.45-49. 
Texte
Le texte du codex représenté est de type mixte. Kurt Aland le classe en Catégorie III.
Lieu de conservation
Le codex est actuellement conservé à la British Library (Or. 5707) à Londres,.